# Copelatus mulangensis
Copelatus mulangensis là một loài bọ cánh cứng trong họ Bọ nước. Loài này được Bameul miêu tả khoa học năm 2003.